# Opistharsostethus nigrofasciatus
Opistharsostethus nigrofasciatus är en insektsart som först beskrevs av Atkinson 1889.  Opistharsostethus nigrofasciatus ingår i släktet Opistharsostethus och familjen spottstritar. Inga underarter finns listade i Catalogue of Life.